# 山田荘村
山田荘村（やまだしょうむら）は、京都府相楽郡にあった村。現在の精華町の南端にあたる。

## 地理
- 河川：山田川

## 歴史
- 1889年（明治22年）4月1日 - 町村制の施行により、山田村・乾谷村・柘榴村・東畑村の区域をもって発足。
- 1951年（昭和26年）4月1日 - 川西村と合併して精華村が発足。同日山田荘村廃止。

## 交通

### 鉄道路線
- 奈良電気鉄道
  - 本線（現・近鉄京都線）
    - 山田川駅

### 道路
- 二級国道大阪四日市線（現・国道163号）。
- 現在は旧村域に京奈和自動車道の山田川インターチェンジが所在するが、当時は未開通。